# Polypedilum annulatum
Polypedilum annulatum är en tvåvingeart som beskrevs av Freeman 1954. Polypedilum annulatum ingår i släktet Polypedilum och familjen fjädermyggor. Inga underarter finns listade i Catalogue of Life.